# Schlichtungs- und Streitbeilegungsverfahren
Das Schlichtungs- und Streitbeilegungsverfahren ist ein Instrumentarium zur (nach Möglichkeit) gütlichen Beilegung von subventionsbedingten Konflikten zwischen den Vertragsstaaten des GATT (= General Agreement on Tariffs and Trade; deutsch: Allgemeines Zoll- und Handelsabkommen).

## Vertragliche Grundlagen
Es ist Bestandteil des Subventionskodex und basiert auf Art. XXIII GATT. Abweichend von Art. XXIII GATT findet es aber vor einem Ausschuss für Subventionen und Ausgleichszölle statt.

## Anwendungsfälle
Das Schlichtungs- und Streitbeilegungsverfahren kann zum einen bei Verletzung des Subventionskodex' eingeleitet werden. Zum anderen kommt es in Betracht, wenn sich die andere Alternativmaßnahme zur Abwehr von Subventionen, nämlich die Erhebung von Ausgleichszöllen, als ungeeignetes Abwehrmittel herausstellt. Dies ist dann der Fall, wenn a) Einfuhren in den heimische Subventionen praktizierenden Staat behindert oder von ihm verdrängt werden oder b) eine Exportsubvention die Interessen eines ausführenden Landes dadurch beeinträchtigt, dass die subventionierten Exporte gleichartige nichtsubventionierte Ausfuhren dieses Landes vom Markt eines einführenden Drittlandes verdrängen.

## Konsultationspflicht
Wenn ein Signatarstaat der Auffassung ist, dass ein anderer Signatarstaat kodexwidrige Ausfuhrsubventionen gewährt, soll er diesen Staat zunächst unmittelbar konsultieren. Wenn die Konsultation jedoch keine befriedigende Lösung des Konflikts erbringt, kann jede beteiligte Partei nach einer für die Konsultationen gesetzten Frist von 30 bzw. 60 Tagen den Ausschuss zwecks Schlichtung der Streitigkeiten anrufen. Der Vorteil gegenüber der bisherigen Regelung in Art. XXIII GATT liegt in der Verpflichtung der Parteien, genaue Fristen einzuhalten.

## Einsetzung einesPanel
Sollten die Schlichtungsbemühungen des Ausschusses für Subventionen und Ausgleichszölle nicht zu einer einvernehmlichen Lösung führen, so kann jede Partei – nach Ablauf einer Frist von 30 Tagen nach Stellung des Schlichtungsgesuchs – die Einsetzung eines so genannten Panel verlangen. Dessen Zusammensetzung und Aufgaben sind – hierbei der langjährigen bisher unkodifizierten Spruchpraxis im Rahmen des GATT folgend – nunmehr in Art. 18 des Subventionskodex' im Einzelnen festgeschrieben. Das Panel legt nach Prüfung des Sachverhalts dem Ausschuss einen Bericht vor, aufgrund dessen der Ausschuss zunächst geeignete Empfehlungen an die Streitparteien ausspricht. Werden die Empfehlungen nicht befolgt, so darf der Ausschuss geeignete Sanktionen verhängen, die auch die Rücknahme von Zugeständnissen oder Verpflichtungen aus dem GATT enthalten können.

## (Weitere) Vorteile des Schlichtungs- und Streitbeilegungsverfahrens
Der Subventionskodex, welcher ja das Schlichtungs- und Streitbeilegungsverfahren mit umfasst, bewirkt als solcher eine rechtliche Konkretisierung der Vorschriften des GATT, und zwar hinsichtlich Gewährung und Abwehr von Subventionen. Diese rechtliche Konkretisierung wirkt sich auf das Schlichtungs- und Streitbeilegungsverfahren insofern sehr vorteilhaft aus, als dieses nunmehr quasijudikativen Charakter hat und dadurch eine hohe Effizienz erhält. Wegen der hohen Effizienz dürfte das Schlichtungs- und Streitbeilegungsverfahren auch aus der Sicht der Signatarstaaten attraktiver sein als das bisherige Verfahren nach Art. XXIII GATT.